# Carmen Almeida Navarro
María del Carmen Almeida Navarro (Chihuahua, Chihuahua; 27 de septiembre de 1965) es una política y empresaria mexicana, miembro del partido Morena. Fue diputada federal en 2021 como suplente de la propietaria Tatiana Clouthier.

## Reseña biográfica
Carmen Almeida Navarro es licenciada en Ciencias de la Información y Comunicación egresada de la Universidad de Monterrey y tiene estudios de posgrado en Comunicación en la Universidad de Essen, Alemania. Además del idioma español, domina el inglés y el alemán.
Se dedicó a la actividad empresarial durante gran parte de su vida, como el resto de su familia. Su hermano, Eduardo Almeida Navarro, también conocido empresario de Chihuahua, ha sido señalado por las autoridades haciendarias de México como presunto cómplice de César Duarte Jáquez en delitos como peculado; ante ello, y al manifestar en julio de 2020 su intención de buscar la candidatura de Morena a la gubernatura de Chihuahua, se deslindó de cualquier relación con su hermano y manifestó que no tiene ningún tipo de relación con él. No logró dicha candidatura, para la cual fue postulado el 20 de diciembre de 2020 Juan Carlos Loera de la Rosa.
Había sido electa diputada federal suplente de Tatiana Clouthier a la LXIV Legislatura en 2018. El 15 de diciembre de 2020 Tatiana Clouthier solicitó licencia para asumir la titularidad de la Secretaría de Economía por nombramiento del presidente Andrés Manuel López Obrador; y por ello, asumió la titularidad de la diputación, rindiendo protesta de ley el 13 de enero de 2021.